# 流金十載—許茹芸全記錄
《流金十載－許茹芸全記錄》是許茹芸於上華唱片時期的精選輯，於2000年5月發行。

## 專輯簡介
2000年12月6日，台灣環球唱片併購了上華唱片，上華唱片正式成為環球唱片旗下一員，也正式宣告上華時代結束，而這年正好是上華成立滿十周年（不包括其前身上格與華星）。而在被環球正式併購前（2000年5月），上華將其十年的發展里程中挑出10位最具代表性的歌手，組成《流金十載》十張系列精選大碟，記錄並再現上華唱片所取得的成績及輝煌。

## 曲目
1、如果雲知道
曲：季忠平；詞：季忠平/許常德；編曲：屠穎；製作人：劉天健/徐德昌
2、美夢成真
曲：潘協慶；詞：許常德；編曲：屠穎；製作人：黃怡/徐德昌
3、我依然愛你
曲：劉天健；詞：許常德；編曲：屠穎；製作人：劉天健/徐德昌
4、愛情電影 feat.熊天平
曲：黃怡；詞：許常德；編曲：屠穎；製作人：袁惟仁
5、淚海
曲：季忠平；詞：季忠平/許常德；編曲、製作人：陳進興
6、獨角戲
曲：季忠平；詞：許常德；編曲：惠源/徐德昌；製作人：劉天健/徐德昌
7、執著
曲：梁偉豐；詞：唐玉璇；編曲：江建民；製作人：Peter Wong
8、愛在黑夜
曲：劉天健；詞：許常德；編曲：王豫民；製作人：劉天健/徐德昌
9、突然想愛你
曲：許茹芸；詞：許茹芸；編曲：陳飛午；製作人：劉天健/袁惟仁
10、日光機場
曲：郭子；詞：許常德；編曲：涂惠元；製作人：劉天健/徐德昌
11、看透
曲：張洪量；詞：張洪量；編曲：鮑比達；製作人：Peter Wong
12、鄰居
曲：許茹芸；詞：許常德；編曲：洪敬堯；製作人：袁惟仁
13、沙漏
曲：左宏元；詞：許常德；編曲：涂惠元；製作人：涂惠元
14、我有一簾幽夢
曲：陳進興；詞：瓊瑤；編曲、製作人：陳進興
15、破曉
曲：郭子；詞：許常德；編曲：王豫民；製作人：劉天健/徐德昌
16、Don't say goodbye
曲：黃中原；詞：謝銘祐/許常德；編曲：屠穎；製作人：黃怡/徐德昌